# Jean Cedeño
Jean Carlos Cedeño Preciado (ur. 7 września 1985 w mieście Panama) – panamski piłkarz występujący na pozycji środkowego obrońcy, reprezentant Panamy.

## Kariera klubowa
Cedeño rozpoczynał swoją karierę piłkarską w klubie Chorrillo FC z siedzibą w mieście Balboa. W jego barwach w 2007 roku zadebiutował w Liga Panameña de Fútbol, zaś w wiosennym sezonie Apertura 2009 wywalczył z nim tytuł wicemistrza kraju. W połowie 2010 roku udał się na wypożyczenie do gwatemalskiego Juventudu Retalteca, gdzie 8 sierpnia tego samego roku w zremisowanym 1:1 meczu z Municipalem strzelił swojego pierwszego gola w Liga Nacional de Fútbol de Guatemala. Ogółem w zespole z miasta Retalhuleu spędził rok w roli podstawowego zawodnika, występując w nim wraz ze swoimi rodakami Alcibíadesem Rojasem i Rolando Blackburnem. Po powrocie do Chorrillo, w jesiennych rozgrywkach Apertura 2011, wywalczył pierwsze zarówno w swojej karierze, jak i w historii klubu mistrzostwo Panamy.
Latem 2012 Cedeño został zawodnikiem drużyny Alianza FC ze stołecznego miasta Panama, której barwy bez większych sukcesów reprezentował przez następne półtora roku jako podstawowy piłkarz, po czym podpisał umowę z ekipą Árabe Unido z miasta Colón.

## Kariera reprezentacyjna
W seniorskiej reprezentacji Panamy Cedeño zadebiutował za kadencji selekcjonera Julio Césara Dely Valdésa, 18 grudnia 2010 w przegranym 1:2 meczu towarzyskim z Hondurasem. W 2011 roku został powołany na turniej Copa Centroamericana, gdzie rozegrał cztery z pięciu spotkań, zaś jego kadra zajęła ostatecznie trzecie miejsce. W 2013 roku ponownie znalazł się w składzie na Copa Centroamericana; tym razem Panamczycy spisali się gorzej niż dwa lata wcześniej, zajmując dopiero piątą lokatę, zaś on sam wystąpił we wszystkich trzech meczach od pierwszej do ostatniej minuty. W tym samym roku został powołany na Złoty Puchar CONCACAF, podczas którego pełnił jednak wyłącznie rolę rezerwowego i tylko raz pojawił się na boisku, zaś jego kadra zdołała wówczas dotrzeć aż do finału. Występował również w eliminacjach do Mistrzostw Świata 2014, nieudanych ostatecznie dla Panamczyków, rozgrywając w nich cztery spotkania.